# Monna Bell
Ana Nora Escobar (Santiago, Chile; 5 de enero de 1938 - Tijuana, México; 21 de abril de 2008), conocida artísticamente como Monna Bell, fue una cantante y actriz chilena, ganadora de la primera edición del Festival de la Canción de Benidorm. Fue parte del período de transición de la Época de Oro del cine mexicano.

## Biografía
Siendo una adolescente, a mediados de la década de 1950, participó en un concurso buscatalentos en Radio Minería, la radioemisora chilena más popular de entonces. Su voz y estilo cautivaron a la audiencia y se convirtió rápidamente en una de las principales estrellas de los shows en vivo de dicha radio. Era reconocida por su habilidad de cantar baladas románticas con un estilo de jazz y blues, cualidad poco vista en los artistas latinos.
En 1956 fue invitada por Roberto Inglez para unirse a su grupo vocalista durante tres semanas en el Hotel Waldorf Astoria en Nueva York. Su éxito fue tal que su temporada se amplió por un año completo en la Gran Manzana. Luego inició una gira por Europa y, después de una muy buena oferta del centro de espectáculos Pasapoga, el más famoso del Madrid de la época, permaneció ahí una buena temporada, convirtiéndose en una gran favorita de la audiencia hispana. En 1959 grabó con Los Platters la canción «Mi oración» (My prayer), que fuera el tema de la película Anastasia, para Hispavox, entre muchas otras románticas. Ese año fue invitada a aparecer en la primera edición del Festival Internacional de la Canción de Benidorm en el balneario de Benidorm (Alicante, España), donde se presentó con la canción «Un telegrama», que ganó todos los premios. Su grabación de «Un telegrama» se convirtió pronto en un éxito internacional, tanto en Europa como en América Latina, haciendo de Monna Bell una de las máximas artistas de la época.
Posteriormente, grabó temas como «El día de los enamorados», «La montaña» (favorita de Juan Gabriel), «Silencio corazón», «Aún te sigo  amando», «Envidia» y «Tómbola», entre otras, que acrecentaron su fama mundial. Grabó con grandes orquestas dirigidas por grandes directores de la talla de Augusto Algueró, Gregorio García Segura, Bebo Valdez y Ray Conniff. Monna Bell combinó sus actividades con presentaciones en vivo y presentaciones en televisión.
Entre 1962 y 1964 realizó tres películas en México: Las recién casadas (1962), Los secretos del sexo débil (1962) y Buenas noches año nuevo (1964). En esta época, conoció a Alex Philips Jr., con quien se casó y tuvo dos hijos; sin embargo, la relación con su esposo terminó en una separación. Los éxitos siguieron acumulándose año tras año. Fue invitada a participar del show del Festival de la Canción de Viña del Mar en 1965. En 1968 se separó de Hispavox para firmar con la disquera mexicana Musart, firma que en aquellos años tenía otras prioridades en artistas americanos y europeos.
En 1970, dejó Musart y firmó con Orfeón, donde materiales mediocres, malos arreglos y producción de baja calidad sabotearon su carrera. Ni aun ganando el Festival Mundial de la Onda Nueva de Caracas en 1973 con la canción "Deshojada" ni el lanzamiento de la versión disco en 1977 de «Un telegrama» pudo revivir la popularidad de una de las más grandes voces de todas épocas de la música latinoamericana. Hubo también rumores de que el veto de Televisa (cadena prácticamente monopolista mexicana de televisión, radio, grabación, clubes nocturnos, prensa e impresos) impidió que continuara con su exitosa y ascendente carrera.
Para 1980 su carrera había perdido toda velocidad y se reportaba que ella vivía «felizmente retirada y disfrutando el fruto de sus éxitos». Fue rápidamente olvidada por el público y por la industria discográfica, ignorando el hecho de que ella era una de las más grandes voces del siglo y que había sido inspiradora de toda una nueva generación de vocalistas y compositores. Entre esos compositores, se encontraba el cantautor mexicano Juan Gabriel, quien quiso acabar con el retiro de Monna Bell, invitándola a participar como estrella invitada en sus presentaciones en Estados Unidos y América Latina, surgiendo amistad entre ambos.
En 1992 Manuel Calderón, director del Departamento de Artistas y Repertorio de Sony Music-México, la contrató y a través del director general de la empresa, Fernando Hernández tomaron contacto con Juan Gabriel para realizar un álbum que se tituló Ahora. El disco fue terminado y lanzado al mercado, pero en meses posteriores Manuel Calderón fue invitado a trabajar en POLYGRAM Discos (posteriormente, Universal Music) y Fernando Hernández fue invitado a trabajar en la hoy extinta discográfica Rodven Discos, por lo que el disco no fue promocionado como hubiese sido preciso por los nuevos ejecutivos. Juan Gabriel tampoco pudo ayudar en la promoción, tenía conflictos con su propia empresa discográfica por sus derechos de autor, por lo que la industria no veía sus proyectos con el valor que tenían. Juan Gabriel compró el máster del álbum de Monna, pero, desgraciadamente, ya no lo volvieron a publicar.
A inicios de 2008, Monna Bell fue intervenida de un cáncer de colon, pudiendo recuperarse satisfactoriamente; sin embargo, el 21 de abril del mismo año sufrió una embolia que provocó su deceso.

## Cancionero

### "El telegrama"
La canción «Un telegrama», «El telegrama» o «Un telegrama de amor», compuesta por los hermanos Gregorio y Alfredo García Segura y editada por Julián Mario Suárez Gómez de Ediciones Hispania, fue la ganadora en 1959 del primer premio de la primera edición del Festival Español de la Canción de Benidorm, posteriormente conocido como Festival Internacional de la Canción de Benidorm.
Esta melodía hizo que la cantante Monna Bell fuera conocida a nivel mundial y principalmente entre la comunidad latina e hispana, ya que, además, este tema fue utilizado para ambientar películas de esa época, como música de moda por los jóvenes y adultos; y como música para televisión y radionovelas.
A finales de la década de 1960, esta canción ya era conocida por más de 5 millones de personas sólo en el continente americano, lo cual, produjo que Monna Bell recibiera un disco de oro en 1968 por sus ventas a nivel nacional e internacional y, además, fuera condecorada como «hija pródiga» de Chile.